# Gagea novoascanica
Gagea novoascanica är en liljeväxtart som beskrevs av Michail Klokov. Gagea novoascanica ingår i Vårlökssläktet och i familjen liljeväxter.
Artens utbredningsområde är Ukraina. Inga underarter finns listade.